# Westfir
Westfir est une ville américaine située dans l'État de l'Oregon et dans le comté de Lane.

## Démographie
| Groupe            | Westfir | Oregon | États-Unis |
| ----------------- | ------- | ------ | ---------- |
| Blancs            | 92,1    | 83,7   | 72,4       |
| Métis             | 4,7     | 3,8    | 2,9        |
| Amérindiens       | 1,6     | 1,4    | 0,9        |
| Autres            | 0,8     | 5,7    | 6,4        |
| Asiatiques        | 0,4     | 3,7    | 4,8        |
| Afro-Américains   | 0,4     | 1,8    | 12,6       |
| Total             | 100     | 100    | 100        |
|                   |         |        |            |
| Latino-Américains | 2,0     | 11,8   | 16,7       |

Selon l'American Community Survey, pour la période 2011-2015, 98,50 % de la population âgée de plus de 5 ans déclare parler anglais à la maison, alors que 1,55 % déclare parler l'espagnol.